# Dendropanax marginiferus
Espèce
Synonymes
- Gilibertia marginifera Harms[1]

Statut de conservation UICN

 VU D2 : Vulnérable
Dendropanax marginiferus est une espèce de plantes à fleurs de la famille des Araliaceae.

## Publication originale
- Notizblatt des Botanischen Gartens und Museums zu Berlin-Dahlem 15: 693. 1942.